# DarkPlaces
DarkPlaces (укр. ТемніМісця) — ігровий рушій розроблений програмістом Форестом Хейлом (більше відомий як LordHavoc) на основі відкритого у 1999 році джерельного коду Quake engine.

## Технічні характеристики
У рушій було додана підтримка динамічного освітлення та тіней, рельєфного текстурування та текстур великої роздільності, ефектів після-обробки (High Dynamic Range Rendering, bloom, blur), моделей та мап з Quake 2 та Quake III Arena, формату аудіо ogg vorbis, мови для програмування шейдерів GLSL. Було внесено багато покращень та доповнень в інтерфейс, клієнтську та серверну частини, виправлено багато помилок оригінального коду.

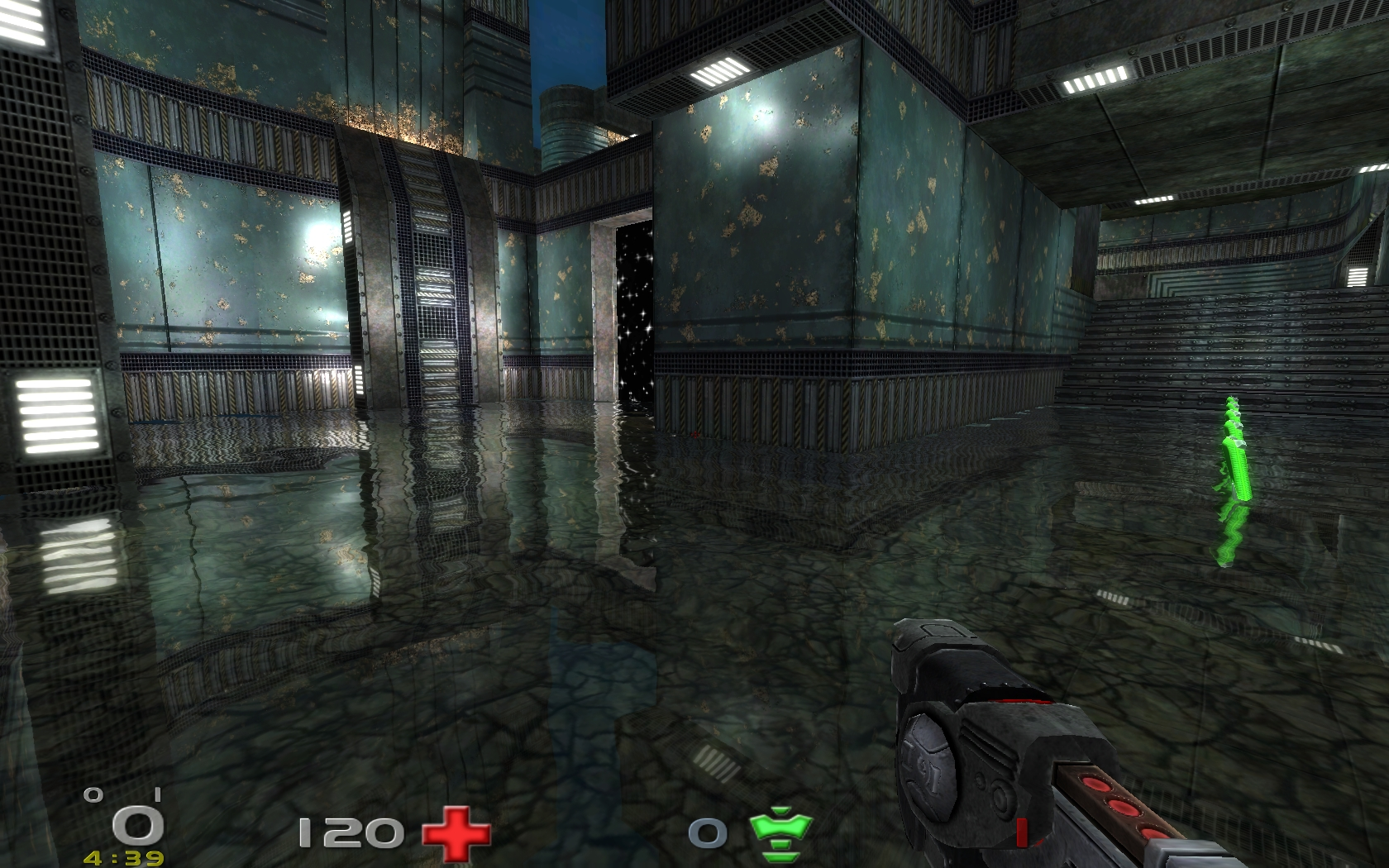
Водна поверхня з відображенням з гри Nexuiz

## Ігри які використовують рушій
- Nexuiz
- Xonotic
- Steel Storm
- GoodVsBad2